# ستيف فيشر (متزلج على الثلوج)
ستيف فيشر (بالإنجليزية: Steve Fisher)‏ هو متزلج على الثلوج أمريكي، ولد في 21 سبتمبر 1982 في أولاث في الولايات المتحدة.

## وصلات خارجية
- ستيف فيشر على موقع الاتحاد الدولي للتزلج (ركوب لوح الثلج) (الإنجليزية)